# Éditions du Triomphe
Éditions du Triomphe est une maison d'édition française traditionaliste créée en 1992, spécialisée dans la littérature et la bande dessinée jeunesse, et notamment dans la réédition de séries anciennes.

## Histoire
En avril 1992, Sophie et Didier Chalufour créent les Éditions du Triomphe afin de rééditer des bandes dessinées des années 1950-60 comme Sylvain et Sylvette. Les premiers titres publiés sont Fripounet et Marisette et Le Chevalier de Saint Clair.
Rapidement, le catalogue s’étoffe et les Éditions du Triomphe rééditent également des romans d'aventures ou policiers, parmi lesquels des titres de la collection Signe de piste. Plusieurs livres à vocation pédagogique sont également publiés.
De manière générale, le catalogue des éditions du Triomphe se tourne vers le passé et une certaine tradition de l'Âge d'or de la bande dessinée franco-belge, ce qui en fait un éditeur prisé des collectionneurs.
En 2020, la maison d'édition est reprise par Fleurus filiale du groupe Média Participations après près de 30 ans d'indépendance,.

### Ligne éditoriale
Les éditions du Triomphe sont parfois qualifiées de catholiques, de par l'origine des fondateurs et le côté traditionnel de sa production, qualifiée par ses défenseurs d'« archi-classique », assumant par ailleurs son engagement catholique (biographies de Saint-Louis, de Jean-Paul II, du Chevalier de Charette, histoire de la Légion étrangère, etc.). Aucun qualificatif politique n'est revendiqué par l'éditeur qui se présente avant tout comme un défenseur des « vraies valeurs humaines [et] familiales ». La ligne éditoriale de la maison est traditionaliste, et de droite.

## Publications
(liste non exhaustive)

### Bandes dessinées
Série Bibiche de Marie-Reine Blanchard
- Bibiche à la mer
- Le Noël de Bibiche
- Bibiche et François au cirque suivi de Bibiche et le petit chat
- Bibiche et François en vacances suivi de Bibiche et François chassent le lapin
- Bibiche chez tante Gertrude
- Le Livre de Bibiche
- 1, 2, 3, Bibiche !

Série Fripounet et Marisette de René Bonnet
Série Johan et Pirlouit de Peyo (l’intégrale)
Série Martine de Marcel Marlier
Série Pat'Apouf d'Yves Gervy
- Pat´apouf et l´affaire Hourtin
- Pat´apouf prend des vacances
- Pat´apouf aux antipodes'
- Pat´apouf contre les gangsters
- Pat´apouf chasse les grands fauves
- Pat´apouf au village
- Pat´apouf explore les Roches-Rouges
- Pat´apouf et les contrebandiers
- Pat´apouf détective en Amazonie
- Pat´apouf et le vol des bijoux

Série Sylvain et Sylvette, de Maurice Cuvillier
Série Yann le Vaillant de Jacques Conoan (pseudonyme commun du dessinateur Noël Gloesner et ses trois scénaristes).

### Bandes dessinées hors-série
- Avec Jean-Paul II, de Dominique Bar (dessin), Guy Lehideux et Louis-Bernard Koch (scénario).
- Avec Massoud, de Philippe Glogowski (dessin) et Serge Saint-Michel (scénario).
- Bill Jourdan, de Loÿs Pétillot (dessin) et Jean Acquaviva (scénario).
- Frédéri le gardian, de Robert Rigot (dessin), Raymond Labois et Guy Hempay (scénario).
- La Grande Guerre, de Philippe Glogowski.
- La Deuxième Guerre Mondiale de Christian Goux et Guy Lehideux
- La Légion, de Philippe Glogowski (dessin) et Marien Puisaye (scénario).
- P'tit Joc, d'André Joy (dessin) et Jean Ollivier (scénario).

### Romans
Série Langelot de Vladimir Volkoff, alias Lieutenant X (l’intégrale)
Série Justine de Jacqueline Dauxois.

### Romans hors-série
- Le Clan des Bordesoule de Francis Bergeron
- Trois foulards dans la tempête de Raphaël Frémont
- Le Raid sauvage de Raphaël Frémont